# Román Golobart
Román Golobart Benet (Barcelona, 21 de marzo de 1992) es un ex-futbolista español que jugaba de defensa.

## Biografía
En 2008 jugó en el UD Las Palmas Atlético, formándose como futbolista para ir, al siguiente año, al Reino Unido para fichar por el Wigan Athletic FC. Jugó en el club durante dos años, hasta que en 2011 se fue en calidad de cedido al Inverness Caledonian Thistle FC, y posteriormente al Tranmere Rovers FC. En 2012 volvió al Wigan Athletic FC, ganando de esta manera la FA Cup de la temporada 2012/2013. Al final de dicha temporada fichó por el Colonia II, el filial del 1. FC Colonia equipo al que ascendió. El 21 de agosto de 2015 firmó con el Racing Club de Ferrol, con el que llegó a jugar la fase de ascenso a Segunda División.

## Clubes
Actualizado al último partido jugado el 25 de mayo de 2021.
| Club                           | País       | Año       | Partidos | Goles |
| ------------------------------ | ---------- | --------- | -------- | ----- |
| U. D. Las Palmas Atlético      | España     | 2008-2009 | ¿?       | ¿?    |
| Wigan Athletic F. C.           | Inglaterra | 2009-2011 | 3        | 0     |
| Inverness F. C. (cedido)       | Escocia    | 2011-2012 | 24       | 2     |
| Tranmere Rovers F. C. (cedido) | Inglaterra | 2012      | 2        | 0     |
| Wigan Athletic F. C.           | Inglaterra | 2012-2013 | 8        | 0     |
| 1. F. C. Colonia II            | Alemania   | 2013      | 28       | 2     |
| 1. F. C. Colonia               | Alemania   | 2013-2015 | 5        | 0     |
| F. C. Erzgebirge Aue           | Alemania   | 2015      | 4        | 0     |
| Racing de Ferrol               | España     | 2015-2016 | 35       | 1     |
| Real Murcia C. F.              | España     | 2016-2017 | 35       | 3     |
| Elche C. F.                    | España     | 2017-2018 | 16       | 0     |
| Mérida A. D.                   | España     | 2018      | 10       | 0     |
| Nea Salamis                    | Chipre     | 2018-2019 | 23       | 1     |
| Maccabi Netanya F. C.          | Israel     | 2019-2020 | 14       | 2     |
| AEK Larnaca                    | Chipre     | 2020-2021 | 7        | 0     |
| Doxa Katokopias                | Chipre     | 2021      | 15       | 1     |
| Nea Salamis                    | Chipre     | 2021      | 1        | 0     |

## Palmarés

### Campeonatos nacionales
| Título | Club                 | País       | Año  |
| ------ | -------------------- | ---------- | ---- |
| FA Cup | Wigan Athletic F. C. | Inglaterra | 2013 |